# كارل بيرجمان (أستاذ جامعي)
كارل بيرجمان (بالألمانية: Carl Bergmann)‏ هو عالم تشريح وأحيائي ألماني، ولد في 18 مايو 1814 في غوتينغن في ألمانيا، وتوفي في 30 أبريل 1865 في جنيف في سويسرا.

## وصلات خارجية
- كارل بيرجمان على موقع الموسوعة البريطانية (الإنجليزية)